# Schloss Bílence

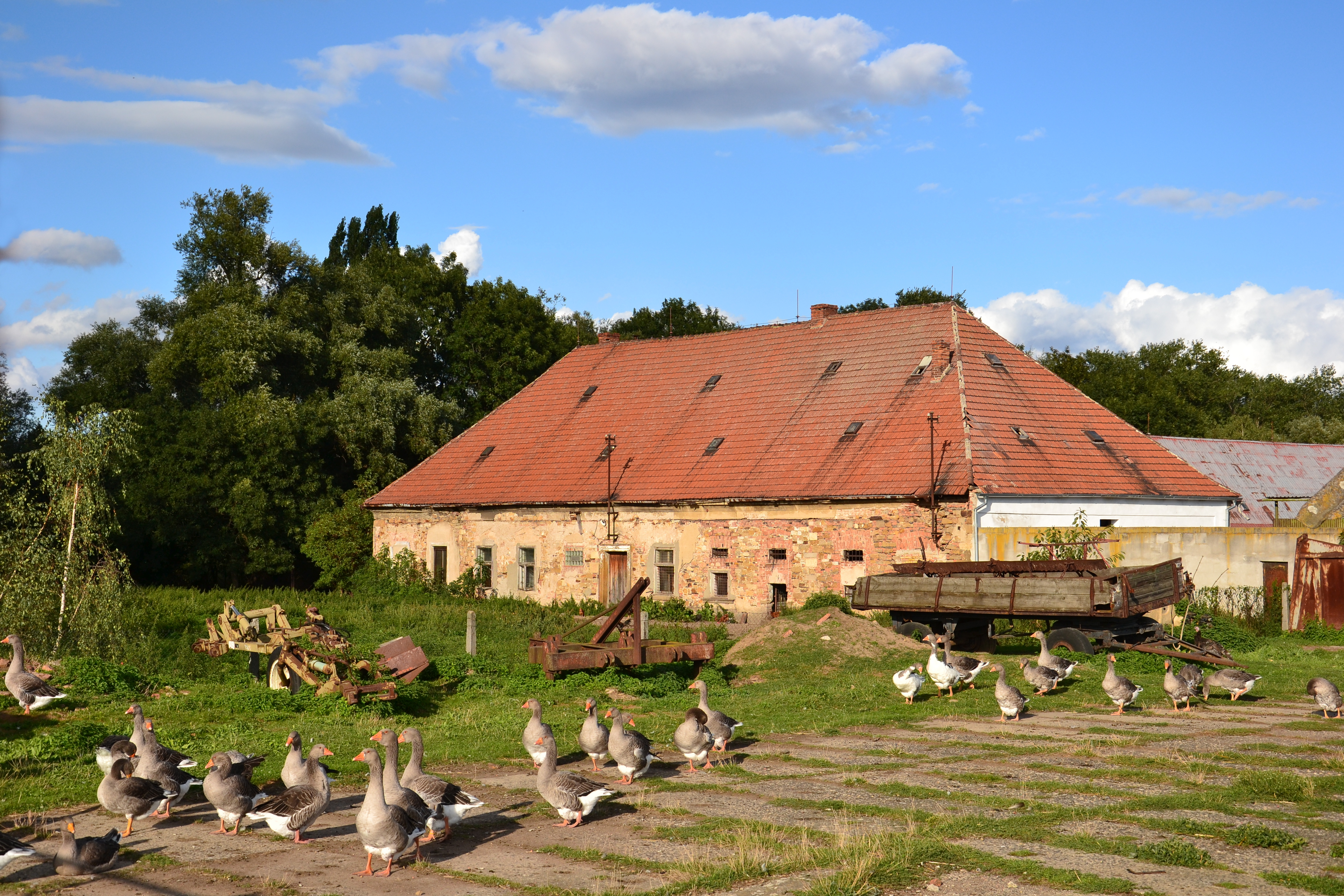
Schloss Bielenz

Das Schloss Bílence (Schloss Bielenz) liegt in Bílence im Ústecký kraj in Tschechien.
Das Dorf Bílence wurde erstmals 1355 urkundlich erwähnt, dessen Besitzer Heinrich von Bielenz (Jiří Bílenec z Bílence) war. Dieser baute hier vermutlich auch eine Veste, die aber erst zum Jahr 1510 sicher belegt ist.
Ab 1572 gehörte Adam Stampach von Stampach die Herrschaft, der sie 1573 an Havel Hrobschitz von Hrobschitz (Havel Hrobčický z Hrobčic) weiterverkaufte. Havels ältester Sohn verkaufte 1618 die Veste an Asman dem älteren Štampach von Štampach, dessen Eigentum 1622 nach der Schlacht am Weißen Berg konfisziert wurde. Die Veste wurde danach Teil größerer Herrschaften und verfiel am Ende des 16. oder Anfang des 17. Jahrhunderts.
In der zweiten Hälfte des 17. Jahrhunderts wurde in Bílence ein Wirtschaftshof angelegt, der die verbliebenen Teile der Veste (falls sie zu diesem Zeitpunkt noch bestanden) in seinem nördlichen Teil mit einbezog. 1766 kam der Hof in die Hände von Heinrich Fürst von Auersperg. Dieser baute am Hof das kleine Barockschloss.